# Love Battery
Love Battery – amerykański zespół z kręgu rocka psychodelicznego i grunge'u powstały w 1989 roku w Seattle.

## Skład zespołu[2]

### Obecni członkowie
- Ron Nine – wokal
- Kevin Whitworth – gitara
- Tommy "Bonehead" Simpson – gitara basowa
- Mike Musburger – perkusja

#### Byli członkowie
- Dan Peters – perkusja (1989, 1995-2006)
- Jason Finn – perkusja (1989-2006)
- Jim Tillman – gitara basowa (1990-1992)
- Bruce Fairweather – gitara basowa (1992-1999)

## Dyskografia

### Albumy
- Between the Eyes (Sub Pop Records, 1991).
- Dayglo (Sub Pop Records, 1992).
- Far Gone (Sub Pop Records, 1993).
- Straight Freak Ticket (Atlas Records, 1995).
- Confusion Au Go Go (C/Z Records, 1999).

### Single/Eps
- "Between The Eyes" b/w "Easter" (Sub Pop Records, 1989).
- "Foot" b/w "Mr. Soul" (Sub Pop Records, 1991).
- Out Of Focus EP (Sub Pop Records, 1991).
- Nehru Jacket EP (Atlas Records, 1994).
- "Snipe Hunt" b/w "Punks Want Rights" (Let Down Records, 1996).

### Kompilacje/Ścieżki filmowe
- "Between The Eyes" on The Grunge Years (Sub Pop Records, 1991).
- "I Just Can't Be Happy Today" on Another Damned Seattle Compilation (Dashboard Hula Girl Records, 1991).
- "Ball And Chain" on Milk For Pussy (Mad Queen Records, 1994).
- "No Matter What You Do" on We're All Normal And We Want Our Freedom: A Tribute To Arthur Lee and Love (Alias Records, 1994).
- "White Bird" on Star Power! K-Tel Hits Of The '70s (Pravda Records, 1994).
- "Fuzz Factory" on Turn It Up & Pass It On, Volume 1 (1995).
- "Straight Freak Show" on huH Magazine CD6 (promo only) (RayGun Press, 1995).
- "Out Of Focus (Live)" on Bite Back: Live At The Crocodile Cafe (PopLlama Records, 1996).
- "Color Blind" on Home Alive: The Art of Self-Defense (Epic Records, 1996).
- "Commercial Suicide" on Teriyaki Asthma, Vols. 6-10 (C/Z Records, 1999).
- "Between The Eyes" on The Birth of Alternative Vol. 2 (Flashback Records, 2003).
- "Half Past You" on Sleepless In Seattle: The Birth Of Grunge (LiveWire Recordings, 2006).